# لوئیز فرشت
لوئیز فرشت (انگلیسی: Louise Fréchette; ۱۶ ژوئیهٔ ۱۹۴۶ –) دیپلمات و سیاستمدار اهل کانادا است. فرشت نخست‌وزیر کانادا و نخستین قائم‌مقام دبیرکل سازمان ملل متحد بود که از سال ۱۹۹۸ تا ۲۰۰۵ به مدت هشت سال در این سمت قرار داشت. او به عنوان معاون کوفی عنان دبیرکل سازمان ملل متحد منصوب شد و این سمت را از ۲ مارس ۱۹۹۸ به عهده گرفت. در سال ۲۰۰۵، در پاسخ به انتقاد پال ولکر رئیس پلیس فدرال سابق ایالات متحده آمریکا به خاطر سوء مدیریت برنامه نفت در برابر غذای سازمان ملل متحد فرشت استعفا داد اما تا ۳۱ مارس ۲۰۰۶ در پست خود باقی ماند.
در ۳ مارس ۲۰۰۶ اعلام شد که مارک مالوک براون از انگلیس در اول آوریل ۲۰۰۶ به عنوان قائم‌مقام دبیرکل به جای فرشت جایگزین او خواهد شد. براون پست خود را همزمان با خروج کوفی عنان از پست دبیر کلی در ۳۱ دسامبر ۲۰۰۶ تحویل گرفت.
فرشت همچنین یک دوره سه ساله را در اندیشکده حاکمیت بین‌الملل که یک مرکز فکر در خصوص سیاست و روابط بین‌الملل در واترلو، انتاریو بود گذراند و بر روی یک پروژه تحقیقاتی بزرگ در زمینه انرژی هسته‌ای و امنیت جهان کار کرد.

## زندگی‌نامه و تحصیلات
فرشت در مونترآل کانادا متولد شد و در ۱۹۷۰ در دانشگاه مونترآل و همچنین در کالج اروپا (بروژ) تحصیل کرد و در ۱۹۷۸ مدرک کارشناسی ارشد خود را در رشته مطالعات پیشرفته اخذ نمود.

## فعالیت حرفه‌ای

### مناصب دیپلماتیک
فرشت در ۱۹۷۱ فعالیت دیپلماتیک خود را با پیوستن به وزارت خارجه کانادا آغاز کرد، او قبل از وزارت خارجه در ۱۹۷۸ سفیر هیئت نمایندگی کانادا در سازمان ملل در ژنو بود.
در ۱۹۸۵ در سی و نه سالگی فرشت به عنوان سفیر کانادا در آرژانتین منصوب شد، در ۱۹۸۹ برای لابی و پشتیبانی در خصوص جنگ خلیج فارس به کوبا و دیدار با فیدل کاسترو رفت، او درحالی‌که که در این مأموریت ناموفق بود اما با تلاشهای خود اتاوا را تحت تأثیر فعالیت‌های خود قرار داد و در سمت سفیر کانادا در سازمان ملل متحد منصوب شد. در ۱۹۹۵ فرشت سرویس وزارت خارجه را ترک گفت و به عنوان معاون وزیر دارایی و بعداً به عنوان اولین زن کانادایی در سمت معاون وزیر دفاع ملی منصوب شد.

### معاون دبیرکل سازمان ملل متحد
در ۱۹۹۷، کوفی عنان دبیرکل سازمان ملل متحد، مجموعه‌ای اصلاحات را در سازمان ملل اعلام کرد از جمله سمت قائم مقام دبیرکل سازمان ملل متحد را برای رسیدگی به بسیاری مسئولیت‌های اداری که پیش از این برعهده دبیرکل بود، ایجاد کرد و فرشت را به‌عنوان قائم مقام در این سمت ابقاء کرد تا بر اصلاحات متعدد سازمان ملل نظارت کند. فرشت از ماموریت‌های مهم خود در این دوره در یک عملیات صلح در هائیتی در ۱۹۹۴ با همتای آمریکایی خود مادلین آلبرایت برای بازگشت رئیس‌جمهور ژان-برتران آریستید شرکت داشت. در ۲۰۰۵ فرشت در پی انتقاداتی که توسط پال ولکر رئیس فدرال رزرو از او به خاطر سوء مدیریت در برنامه نفت در برابر غذای سازمان ملل متحد شد اعلام استعفا نمود.

## فعالیت‌های دیگر

### هیئت مدیره
- اسیلور، عضو مستقل هیئت مدیره[۳]
- شل کانادا، عضو مستقل هیئت مدیره (۲۰۰۷–۲۰۰۶)

### سازمان‌های غیرانتفاعی
- نگهداری کانادا، رئیس هیئت مدیره (از سال ۲۰۱۱)
- سازمان کمک بین‌المللی، رئیس هیئت نظارت
- بنیاد رهبری جهانی (GLF)، عضو[۴]
- کمیسیون بین‌المللی منع گسترش و خلع سلاح هسته ای (ICNND)، عضو هیئت مشورتی[۵]
- مرکز مطالعات بین‌المللی مونترال، عضو هیئت مشورتی[۶]
- شورای روابط خارجی مونترال (MCFR)، عضو هیئت مدیره

## به‌رسمیت شناختن
در ۱۹۸۸ فرشت به عنوان افسر اعطای نشان افتخار کانادا منصوب شد.